# عضلة مصرة ظاهرة لإحليل الأنثى
عضلة مصرة ظاهرة لإحليل الأنثى هي العضلة التي تتحكم في التبول لدى الإناث. تنشأ الألياف العضلية من إحدى الجانبين لحد الفرع السفلي لعظم العانة.